# Fluminense Futebol Clube (Salvador)
O Fluminense Futebol Clube, também referido como Fluminense de Salvador, é um clube brasileiro de futebol extinto de Salvador, capital da Bahia. Foi nomeado em referência ao Fluminense Football Club, do Rio de Janeiro.
Venceu por duas vezes o Campeonato Baiano de Futebol (1913 e 1915) e, nessa mesma competição, alcançou a segunda posição em seis edições (1914, 1916, 1917, 1919, 1920 e 1930).[carece de fontes?]

## Títulos
| ESTADUAIS | ESTADUAIS               | ESTADUAIS | ESTADUAIS   |
|           | Competição              | Títulos   | Temporadas  |
| --------- | ----------------------- | --------- | ----------- |
|           | Campeonato Baiano       | 2         | 1913 e 1915 |
|           | Torneio Início da Bahia | 1         | 1930        |
| TOTAL     |                         |           |             |
|           | Conquistas              | Títulos   | Categorias  |
|           | Títulos Oficiais        | 3         | 3 Estaduais |